# 14. Zusatzartikel zur Verfassung der Vereinigten Staaten

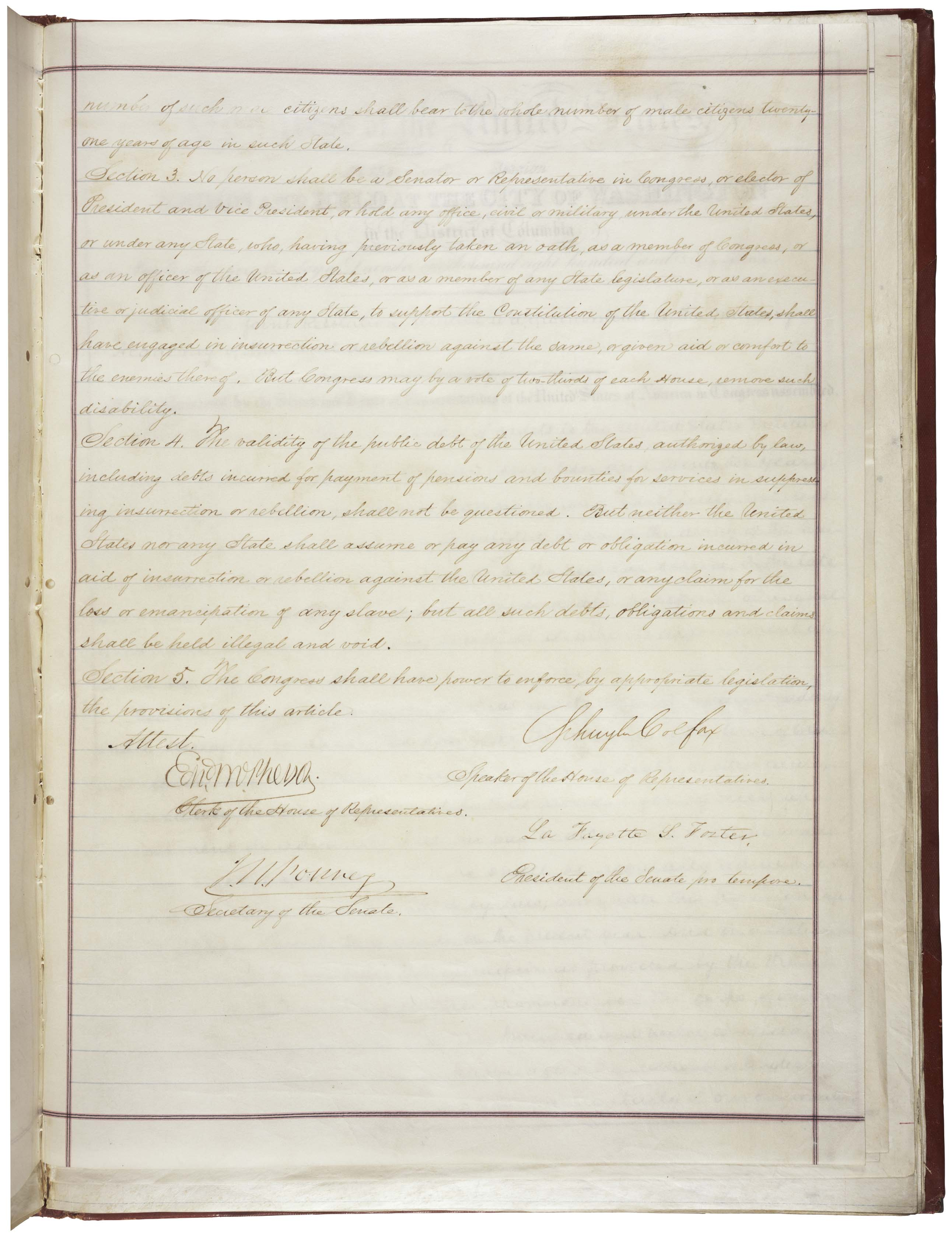
14. Zusatzartikel zur Verfassung der Vereinigten Staaten

Der 14. Zusatzartikel zur Verfassung der Vereinigten Staaten von Amerika wurde infolge des Amerikanischen Bürgerkrieges verabschiedet. Er enthält die Gleichbehandlungsklausel, das Recht auf ein ordentliches Gerichtsverfahren in den Bundesstaaten und die Grundlagen des Staatsbürgerschaftsrechts (Festlegung der USA auf das Ius soli). Er wurde am 13. Juni 1866 zur Verabschiedung vorgeschlagen und am 28. Juli 1868 ratifiziert.
Der Verfassungszusatz liefert eine weitreichende Definition der US-amerikanischen Staatsbürgerschaft. Er stellt allen Personen (und nicht nur Staatsbürgern) den gleichen Schutz der Gesetze der Vereinigten Staaten, die in den Zuständigkeiten der verschiedenen Bundesstaaten liegen, in Aussicht. Das Hauptanliegen der Verfasser war, dass ein gleichwertiger Schutz ungeachtet der Rasse hergestellt wird.
Der recht abstrakt und allgemein formulierte erste Abschnitt des 14. Verfassungszusatzes wurde in der amerikanischen Rechtsprechung des 20. Jahrhunderts wirkmächtig wie kein anderer Teil der Verfassung. Vor allem die sehr weit auslegbaren Begriffe der „privileges and immunities of citizens“, des „due process of law“ – im Deutschen unten nur annähernd als „ordentliches Gerichtsverfahren nach Recht und Gesetz“ wiedergegeben, so dass „Ausübung staatlicher Macht nur auf der Grundlage der Verfassung und von formell und materiell verfassungsmäßig erlassenen Gesetzen“ eine annähernde Übersetzung ist – und der „equal protection of the laws“ wurden immer wieder herangezogen, um rechtlich gegen Diskriminierungen aller Art vorzugehen oder den rechtlichen Schutz von Grundrechten zu postulieren, die von der Verfassung nicht ausdrücklich genannt werden. Die direkte Verbindlichkeit der meisten der im Urtext der Verfassung und in der Bill of Rights genannten Grundrechte nicht nur in Bezug auf die dort ausdrücklich genannte Gesetzgebungstätigkeit des Kongresses, sondern auch in Bezug auf Akte der Exekutive und auf die Institutionen der Einzelstaaten wurde mit diesem Artikel begründet.

## Der Wortlaut im Original
„AMENDMENT XIV
Passed by Congress June 13, 1866. Ratified July 9, 1868.
Note: Article I, section 2, of the Constitution was modified by section 2 of the 14th amendment.
- Section 1. All persons born or naturalized in the United States, and subject to the jurisdiction thereof, are citizens of the United States and of the State wherein they reside. No State shall make or enforce any law which shall abridge the privileges or immunities of citizens of the United States; nor shall any State deprive any person of life, liberty, or property, without due process of law; nor deny to any person within its jurisdiction the equal protection of the laws.
- Section 2. Representatives shall be apportioned among the several States according to their respective numbers, counting the whole number of persons in each State, excluding Indians not taxed. But when the right to vote at any election for the choice of electors for President and Vice-President of the United States, Representatives in Congress, the Executive and Judicial officers of a State, or the members of the Legislature thereof, is denied to any of the male inhabitants of such State, being twenty-one years of age, and citizens of the United States, or in any way abridged, except for participation in rebellion, or other crime, the basis of representation therein shall be reduced in the proportion which the number of such male citizens shall bear to the whole number of male citizens twenty-one years of age in such State.
- Section 3. No person shall be a Senator or Representative in Congress, or elector of President and Vice-President, or hold any office, civil or military, under the United States, or under any State, who, having previously taken an oath, as a member of Congress, or as an officer of the United States, or as a member of any State legislature, or as an executive or judicial officer of any State, to support the Constitution of the United States, shall have engaged in insurrection or rebellion against the same, or given aid or comfort to the enemies thereof. But Congress may by a vote of two-thirds of each House, remove such disability.
- Section 4. The validity of the public debt of the United States, authorized by law, including debts incurred for payment of pensions and bounties for services in suppressing insurrection or rebellion, shall not be questioned. But neither the United States nor any State shall assume or pay any debt or obligation incurred in aid of insurrection or rebellion against the United States, or any claim for the loss or emancipation of any slave; but all such debts, obligations and claims shall be held illegal and void.
- Section 5. The Congress shall have the power to enforce, by appropriate legislation, the provisions of this article.

1. 
“

## Staatsbürgerschaft und Bürgerrechte
Der erste Abschnitt des Zusatzes definiert die Staatsbürgerschaft und verlangt von den Bundesstaaten, Bürgerrechte zu gewähren.
 Abschnitt 1. Alle Personen, die in den Vereinigten Staaten geboren oder eingebürgert sind und ihrer Gesetzeshoheit unterstehen, sind Bürger der Vereinigten Staaten und des Einzelstaates, in dem sie ihren Wohnsitz haben. Keiner der Einzelstaaten darf Gesetze erlassen oder durchführen, die die Vorrechte oder Freiheiten von Bürgern der Vereinigten Staaten beschränken, und kein Staat darf irgend einer Person ohne ordentliches Gerichtsverfahren nach Recht und Gesetz Leben, Freiheit oder Eigentum nehmen oder irgend jemandem innerhalb seines Hoheitsbereiches den gleichen Schutz durch das Gesetz versagen.

### Definition des Begriffs „Bürger“
Der erste Abschnitt definiert, wer ein Bürger der Vereinigten Staaten ist, und bestimmt, dass kein Bundesstaat Gesetze verabschieden kann, welche die Rechte eines Bürgers oder einer Person im Zuständigkeitsbereich der USA beschneiden. Dieser Definition lag auch die Rücknahme einer Entscheidung des Supreme Courts im Fall Dred Scott v. Sandford von 1857 zugrunde. In diesem Fall wurde zuerst entschieden, dass Afro-Amerikaner keine Bürger der Vereinigten Staaten seien und auch niemals welche werden könnten. Weiter wurde entschieden, dass sie nicht in den Genuss von Privilegien oder Immunitäten kommen könnten, die mit der Staatsbürgerschaft einhergehen.
Der Satzteil „die in den Vereinigten Staaten geboren … sind“ war schon während der Diskussion im Senat umstritten. Präsident Andrew Johnson, der Vorsitzende des Justizausschusses Senator Lyman Trumbull, und zwei weitere Senatoren beharrten darauf, dass jedes Kind, das in den USA geboren wurde, mit der unten diskutierten Ausnahme, automatisch die Staatsbürgerschaft besitze. Senator Edgar Cowan aus Pennsylvania war jedoch grundsätzlich anderer Meinung: Bei seinen „Pennsylvania Deutschen“ sei das zwar recht, aber nicht bei „Asiaten und Hottentotten.“ Diese Diskussion betraf Einwanderer, die sich legal in den USA aufhielten, da es das Problem der illegalen Immigration damals noch nicht gab; einige wenige Historiker und Rechtswissenschaftler stellen die These auf, dass die in den USA geborenen Kinder illegaler Einwanderer sich daher nicht auf das Territorialprinzip berufen könnten. Dem wird der eindeutige Text des 14. Zusatzartikels und die auslegenden Urteile des Obersten Gerichtshofes der Vereinigten Staaten entgegengesetzt, insbesondere der als Präzedenzfall für die weitere Jurisprudenz dienende United States v. Wong Kim Ark (1898).
Wong war der 1873 in San Francisco geborene Sohn chinesischer Einwanderer, die wegen des Chinese Exclusion Act (1882) (Gesetz zum Ausschluss der Chinesen) nicht eingebürgert werden durften. Nach einem Besuch bei Verwandten in China wurde er 1895 mit dem Argument, dass er Chinese und kein Amerikaner sei, nicht zurück in die USA gelassen. Der Oberste Gerichtshof bestätigte mit einer Mehrheit von 6 zu 2 das jus soli (auf wessen Boden man geboren ist), dass es im Licht des englischen Common Law und der bisherigen Rechtsprechung in den USA gesehen werden musste, und dass Gesetze, auch der Chinese Exclusion Act, „...die Absicht (der Verfassung) nicht einzügeln, oder ihre Wirkung beeinträchtigen, sondern unter Berücksichtigung ihrer Bestimmungen ausgelegt und ausgeführt werden müssen“.
In Wong, und auch heute bei der Debatte um die in den USA geborenen Kindern von illegalen Immigranten, spielt der zweite Teil des ersten Satzes eine große Rolle: „Alle Personen, die in den Vereinigten Staaten geboren … sind und ihrer Gesetzeshoheit unterstehen ...“. Die Verfasser des 14. Zusatzartikels und alle acht Richter in Wong waren sich hier einig, dass es sich bei den Personen, die nicht der Gesetzeshoheit der Vereinigten Staaten unterstehen, um Botschafter, nicht amerikanisches Botschaftspersonal, fremde Regierungsmitglieder und Adelshäuser auf Staatsbesuch handele. Um wieder den oben genannten Senator Edgar Cowan aus Pennsylvania zu berufen, „der in den Vereinigten Staaten geborene Sohn des Königs der Hottentotten“ ist also nicht automatisch amerikanischer Staatsbürger, und kann nicht, was ihn sehr beruhigt hat, als Präsident gewählt werden.
Seit den 1990er Jahren, und verstärkt nach 2009, kam es immer wieder zu Bestrebungen, Gesetze oder eine Verfassungsänderung im Kongress einzubringen, um das automatische Staatsbürgerschaftsrecht für die in den USA geborenen Kinder von illegalen Immigranten abzuschaffen, aber sie waren bisher immer erfolglos.

### Bürgerrechte
Der Kongress verabschiedete den 14. Verfassungszusatz auch als Reaktion auf die Black Codes, die von einigen Südstaaten verabschiedet wurden, weil die Sklaverei durch den 13. Verfassungszusatz beendet werden sollte. Diese Gesetze versuchten, befreite Sklaven in ihre frühere, annähernd rechtlose Position zu versetzen. Die Gesetze sollten auch ehemalige Sklaven davon abhalten, Klagen bei Gericht einzureichen oder dort auszusagen.
Die Gleichbehandlungsklausel hatte in den Jahrzehnten nach dem Bürgerkrieg tatsächlich diesen Effekt, als der Supreme Court Gesetze kippte, die Afroamerikaner daran hinderten, einer Jury angehören zu können, oder US-Amerikaner mit chinesischen Wurzeln diskriminierten, die in Wäschereien arbeiteten. Der Supreme Court begrenzte jedoch die Reichweite des Verfassungszusatzes im Fall der Slaughterhouse Cases, indem er anmerkte, dass die Klausel über die Privilegien und Immunitäten keine neuen Bundesgesetze schaffe.
Im Fall Plessy vs. Ferguson stellte der Supreme Court klar, dass die Bundesstaaten die Rassentrennung so lange aufrechterhalten könnten, wie sie den Betroffenen gleiche Grundrechte zugestehen. Manche haben argumentiert, dass die Gleichbehandlungsklausel nicht beabsichtigte, die Rassentrennung zu verbieten. Sie bezogen sich auf Debatten im Kongress, in denen für den 14. Verfassungszusatz nach Bürgerrechten, politischen Rechten und sozialen Rechten unterschieden wurde.
Soziale Rechte enthielten das Recht zur Mischehe und waren wahrscheinlich der Hauptgrund für die Rassentrennung. Politische Rechte waren beispielsweise das Wahlrecht. Was als Bürgerrechte bezeichnet wurde, war stärker eingeschränkt als man es heute annehmen würde. Bürgerrechte enthielten Sachverhalte wie die Gleichbehandlung in Straf- und Zivilgerichten. Letztlich wurden politische Rechte nicht mit der Ratifizierung des 14. Verfassungszusatzes verabschiedet, sondern mit der Ratifizierung des 15. Zusatzartikels, der das Recht zur Teilnahme an Wahlen vorsah. Soziale Rechte wurden erst nach dem Urteil im Fall Loving v. Virginia (1967) anerkannt. In diesem Gerichtsverfahren erklärte das Gericht Gesetze, die gegen die Mischehe standen, für verfassungswidrig.

## Zuteilung von Repräsentanten
Der zweite Abschnitt führt Regeln für die Zuteilung von Repräsentanten im Kongress ein:
 Abschnitt 2. Die Abgeordnetenmandate werden auf die einzelnen Staaten im Verhältnis zu ihrer Einwohnerzahl verteilt, wobei in jedem Staat die Gesamtzahl aller Personen mit Ausnahme der nicht besteuerten Indianer zugrunde gelegt wird. Wenn aber das Wahlrecht bei irgendeiner Wahl zur Bestimmung der Wahlmänner für den Präsidenten und Vizepräsidenten der Vereinigten Staaten, der Abgeordneten im Kongress, der Verwaltungs- und Justizbeamten eines Einzelstaates oder der Mitglieder seiner gesetzgebenden Körperschaft irgendwelchen männlichen Einwohnern dieses Staates, die über einundzwanzig Jahre alt und Bürger der Vereinigten Staaten sind, abgesprochen oder irgendwie beschränkt wird, außer wenn dies wegen Teilnahme an einem Aufstand oder wegen eines sonstigen Verbrechens geschieht, so ist die Grundzahl für die Vertretung daselbst im selben Verhältnis zu vermindern, in dem die Zahl solcher männlichen Bürger zur Gesamtzahl der männlichen Bürger über einundzwanzig Jahre in diesem Staate steht.
Damit wurde die sogenannte Drei-Fünftel-Klausel der Verfassung, nach der „alle sonstigen Personen“ ohne Wahlrecht, also die Sklaven, die zu 60 % in die für die Sitzzahl im Repräsentantenhaus maßgebliche Einwohnerzahl eines Bundesstaates eingingen, zwar nicht abgeschafft, aber ineffektiv gemacht. Die Regeln dieses Abschnitts sind im Wesentlichen bis heute maßgebend.
„Nicht besteuerte Indianer“ waren Stämme, die auf ihren eigenen Gebieten lebten, und Stammesangehörige, die sich anderweitig sesshaft machten; in der Volkszählung von 1870 waren 8 Prozent aller Indianer „besteuert“. Durch Militärdienst, Ehe mit Weißen, und den Dawes Act (1887) konnten Indianer eingebürgert werden. Indianer erhielten die automatische volle Staatsbürgerschaft 1924 durch den Indian Citizenship Act und werden seitdem mitgezählt.
Der sehr schwer verständliche zweite Satz des Abschnitts sollte dafür sorgen, dass das Wahlrecht der Schwarzen nicht beschnitten wurde; nur jemand, der wegen eines Verbrechens verurteilt wurde, konnte das Wahlrecht verlieren. Sollten Schwarze aber in einem Staat vom Wahlrecht ausgeschlossen werden, dann sollte die Zahl der Ausgeschlossenen von der Zahl der restlichen Stimmberechtigten abgezogen werden. Da dann die niedrigere Zahl zur Berechnung der Anzahl der Abgeordneten, die der Staat in das Repräsentantenhaus senden durfte, benutzt werden sollte, war das theoretisch eine empfindliche Strafe. Praktisch wurde sie nie angewendet, da der Kongress in der der Volkszählung von 1870 folgenden Neuzuteilung von Abgeordneten im Jahr 1873 nicht genug an Verfehlungen finden konnte, die das Ergebnis verändert hätten.
Zusammen mit dem 15. Zusatzartikel von 1870, dem dritten und letzten der sogenannten Reconstruction Amendments, sollte das Wahlrecht der Schwarzen sichergestellt werden. Jedoch wurde dieses in den Südstaaten von etwa 1890 bis etwa 1965 durch die sogenannten Jim-Crow-Gesetze unterwandert. Trickreiche, oberflächlich rassenneutrale Rechtskonstruktionen, denen auch manche arme Weiße zum Opfer fielen, und die oft willkürlich in individuellen Wahllokalen erfunden wurden, wie z. B. ein Rechtschreib- oder Lesetest in Orten, wo es keine allgemeine Grundschulbildung gab, oder eine Forderung, die Verfassung der Vereinigten Staaten auswendig aufzusagen, oder als Höhepunkt der Demütigung, aufgefordert zu sagen, wie viele Münzen sich in einem Einmachglas neben der Wahlurne befanden. Oft wurde beim Wählen eine hohe „Wahlsteuer“ fällig, die von Weißen nicht verlangt wurde. Das einfachste und in manchen Regionen gängigste Mittel der Wahlunterdrückung war die Androhung oder Anwendung von Gewalt, und nach einiger Zeit war bei Teilen der schwarzen Bevölkerung bis zum Beginn der Bürgerrechtsbewegung die Erinnerung an die Gewalt Grund genug, nicht zur Wahl zu gehen.
Die Jim-Crow-Gesetze wurden erst von der Mitte der 1950er an durch Gerichte aufgeweicht, dann durch den Civil Rights Act of 1957, der das Wahlrecht garantieren sollte, sich aber als ineffektiv erwies, geschwächt, und dann endlich in den 1960er Jahren durch den 24. Zusatzartikel und verschiedene Bürgerrechtsgesetze abgeschafft.
Die hier genannte Beschränkung auf „männliche Personen“ als Wähler wurde später durch den 19. Zusatzartikel 1920 abgeschafft; das hier genannte Wahlalter von einundzwanzig Jahren wurde durch den 26. Zusatzartikel 1971 auf achtzehn Jahre abgesenkt.

## Umgang mit verfassungsbrüchigen Amtsträgern
Der dritte Abschnitt verbietet es ehemaligen und aktiven Amtsträgern, die einen Eid auf die Verfassung der Vereinigten Staaten geleistet haben, ein Amt auszuüben, nachdem sie an einem gegen die Vereinigten Staaten oder ihre Institutionen gerichteten Aufstand oder einer entsprechenden Revolte teilgenommen haben, oder die Feinde unterstützt oder begünstigt haben. Dieser Bann zur Ausübung eines Amts kann durch 2/3-Mehrheit beider Häuser aufgehoben werden.
Abschnitt 3. Niemand darf Senator oder Abgeordneter im Kongress oder Wahlmann für die Wahl des Präsidenten oder Vizepräsidenten sein, irgendein ziviles oder militärisches Amt im Dienste der Vereinigten Staaten oder eines Einzelstaates bekleiden, der, nachdem er als Mitglied des Kongresses oder als Beamter der Vereinigten Staaten oder als Mitglied der gesetzgebenden Körperschaft eines der Einzelstaaten oder als Verwaltungs- oder Justizbeamter in einem der Einzelstaaten auf die Einhaltung der Verfassung der Vereinigten Staaten vereidigt worden ist, an einem Aufstand oder Aufruhr gegen sie teilgenommen oder ihre Feinde unterstützt oder begünstigt hat. Doch kann der Kongress mit Zweidrittelmehrheit in jedem der beiden Häuser diese Amtsunfähigkeit aufheben.
Der Artikel wurde eingeführt, um ehemaligen Amtsträgern, die im Amerikanischen Bürgerkrieg auf Seiten der Konföderierten gegen die Vereinigten Staaten gekämpft hatten, die Ausübung eines Amts zu verbieten. Da sie zuvor einen Eid auf die Verfassung abgelegt hatten, wurden sie als eidbrüchige Verräter angesehen.
Dieser Verfassungszusatz wurde auch anlässlich des zweiten Impeachments gegen Donald Trump im Jahr 2021 zitiert. Im Dezember 2023 urteilte das oberste Gericht des Staates Colorado, dass es ihm aufgrund seiner Rolle im Sturm auf das Kapitol am 6. Januar 2021 nicht gestattet sei, bei der Präsidentschaftswahl 2024 zu kandidieren. Die Entscheidung wurde zum Einlegen von Rechtsmitteln zunächst ausgesetzt und Trumps Anwälte legten Berufung beim US Supreme Court ein. Eine Klage auf Ausschluss Trumps von den Primaries in Michigan wurde am 27. Dezember 2023 vom Michigan Supreme Court abgewiesen, da sie laut dem Wahlgesetz des Staates unzulässig war: Der Secretary of State müsse, anders als in Colorado, alle Kandidaten zur Vorwahl zulassen, unabhängig davon, ob diese die Qualifikation für das Amt erfüllten. Richterin Elizabeth Welch sagte jedoch, dass die Berufungskläger immer noch die Möglichkeit hätten, einen weiteren Fall bezüglich Trumps Qualifikationen als Präsidentschaftskandidat vorzubringen, wenn er republikanischer Kandidat werde oder die Wahl als Unabhängiger anstrebe. Am 28. Dezember 2023 gab die oberste Wahlbehörde des US-Bundesstaates Maine bekannt, dass die zuständige Politikerin, Secretary of State Shenna Bellows, Trump von der Teilnahme an den Vorwahlen für die Präsidentschaftswahl 2024 auf Grund der Bedingungen des 3. Abschnitts ausgeschlossen habe. Trump und die Republikanische Partei in Colorado zogen gegen das Urteil aus Colorado vor den Obersten Gerichtshof der USA, der am 4. März 2024 Trump zu den Vorwahlen zuließ.

## Kriegsbedingte Schulden
Der vierte Abschnitt erklärte alle Schulden, die die Konföderierten Staaten während ihres Bestehens aufgenommen hatten, für nichtig, so dass deren Gläubiger ihre Forderungen nicht mehr eintreiben konnten. Gleichzeitig betont er die Gültigkeit der Kriegsschulden der Nordstaaten.
 Abschnitt 4. Die Rechtsgültigkeit der gesetzlich genehmigten Staatsschulden der Vereinigten Staaten mit Einschluss der Verpflichtungen, die aus der Zahlung von Pensionen und Sonderzuwendungen für Teilnahme an der Unterdrückung von Aufstand und Aufruhr erwachsen sind, darf nicht in Frage gestellt werden. Doch dürfen weder die Vereinigten Staaten noch irgendein Einzelstaat eine Schuld oder Verbindlichkeit übernehmen oder einlösen, die aus der Unterstützung eines Aufstands oder Aufruhrs gegen die Vereinigten Staaten erwachsen ist, oder irgendeinem Ersatzanspruch für den Verlust oder die Freilassung eines Sklaven stattgeben; vielmehr sind alle derartigen Schulden, Verbindlichkeiten und Ansprüche ungesetzlich und nichtig.

## Vollstreckungsbefugnis
Abschnitt 5, auch als Durchsetzungsklausel der Vierzehnten Änderung bezeichnet, ermöglicht dem Kongress, Gesetze zur Durchsetzung der anderen Bestimmungen der Änderung zu erlassen. In den Civil Rights Cases (1883) hat der Oberste Gerichtshof Abschnitt 5 eng ausgelegt und erklärt: „Die Gesetzgebung, die der Kongress in diesem Namen annehmen darf, ist keine allgemeine Gesetzgebung über die Rechte der Bürger, sondern eine Korrekturgesetzgebung“. Mit anderen Worten, der Änderungsantrag ermächtigt den Kongress, Gesetze nur zur Bekämpfung von Verletzungen der in anderen Abschnitten geschützten Rechte zu erlassen.
 Abschnitt 5. Der Kongress ist befugt, die Bestimmungen dieses Artikels durch geeignete Gesetze durchzusetzen.

## Vorschlag und Ratifizierung
Der Kongress schlug den 14. Verfassungszusatz am 13. Juni 1866 zur Ratifizierung vor. Zu dieser Zeit gab es 36 Bundesstaaten, durch die Aufnahme von Nebraska am 1. März 1867 erhöhte sich die Zahl auf 37 Bundesstaaten. Die Ratifizierung (gemäß Artikel 5 der amerikanischen Verfassung) durch 28 dieser Bundesstaaten hätte diesen Verfassungszusatz gültig gemacht. Bis zum 9. Juli 1868 hatten 28 Bundesstaaten den Verfassungszusatz ratifiziert:
- Connecticut (am 25. Juni 1866)
- New Hampshire (am 6. Juli 1866)
- Tennessee (am 19. Juli 1866)
- New Jersey (am 11. September 1866)
- Oregon (am 19. September 1866)
- Vermont (am 30. Oktober 1866)
- Ohio (am 4. Januar 1867)
- New York (am 10. Januar 1867)
- Kansas (am 11. Januar 1867)
- Illinois (am 15. Januar 1867)
- West Virginia (am 16. Januar 1867)
- Michigan (am 16. Januar 1867)
- Minnesota (am 16. Januar 1867)
- Maine (am 19. Januar 1867)
- Nevada (am 22. Januar 1867)
- Indiana (am 23. Januar 1867)
- Missouri (am 25. Januar 1867)
- Rhode Island (am 7. Februar 1867)
- Wisconsin (am 7. Februar 1867)
- Pennsylvania (am 12. Februar 1867)
- Massachusetts (am 20. März 1867)
- Nebraska (am 15. Juni 1867)
- Iowa (am 16. März 1868)
- Arkansas (am 6. April 1868)
- Florida (am 9. Juni 1868)
- North Carolina (am 4. Juli 1868, nachdem der Verfassungszusatz am 14. Dezember 1866 zunächst abgelehnt worden war)
- Louisiana (am 9. Juli 1868, nachdem der Verfassungszusatz am 6. Februar 1867 zunächst abgelehnt worden war)
- South Carolina (am 9. Juli 1868, nachdem der Verfassungszusatz am 20. Dezember 1866 zunächst abgelehnt worden war)

Jedoch verabschiedete Ohio am 15. Januar 1868 eine Resolution, die eine Rücknahme der Ratifizierung enthielt. Das Parlament von New Jersey versuchte am 20. Februar 1868 ebenso, die Ratifizierung aufzuheben. Der republikanische Gouverneur von New Jersey, Marcus Lawrence Ward, legte gegen diese Rücknahme am 5. März 1868 sein Veto ein. Am 24. März 1868 setzte sich das Parlament über dieses Veto hinweg. Dementsprechend bescheinigte US-Außenminister William H. Seward am 20. Juli 1868, dass der Verfassungszusatz Teil der amerikanischen Verfassung werde, wenn die geplanten Aufhebungen nicht rechtskräftig würden. Der Kongress antwortete am darauffolgenden Tag, dass der Verfassungszusatz Teil der Verfassung sei, und ordnete an, dass Seward den Verfassungszusatz verkünden solle.
Währenddessen ratifizierten zwei weitere Bundesstaaten den Verfassungszusatz:
- Alabama (am 13. Juli 1868, das Datum der Ratifizierung wurde vom Gouverneur genehmigt)
- Georgia (am 21. Juli 1868, nachdem der Verfassungszusatz am 9. November 1866 zunächst abgelehnt worden war)

Deshalb war Seward am 28. Juli 1868 in der Lage, bedingungslos zu bescheinigen, dass der Verfassungszusatz Teil der amerikanischen Verfassung war, ohne auf die Durchsetzung der Rücknahmen durch den Kongress Rücksicht nehmen zu müssen.
Es gab schließlich weitere, rein symbolische Ratifizierungen und Rücknahmen:
- Oregon (zog den Verfassungszusatz am 15. Oktober 1868 zurück)
- Virginia (am 8. Oktober 1869, nachdem der Verfassungszusatz am 9. Januar 1867 zunächst abgelehnt worden war)
- Mississippi (am 17. Januar 1870)
- Texas (am 18. Februar 1870, nachdem der Verfassungszusatz am 27. Oktober 1866 zunächst abgelehnt worden war)
- Delaware (am 12. Februar 1901, nachdem der Verfassungszusatz am 7. Februar 1867 zunächst abgelehnt worden war)
- Maryland (4. April 1959, nachdem der Verfassungszusatz am 23. März 1867 zunächst abgelehnt worden war)
- Kalifornien (6. Mai 1959)
- Oregon (25. April 1973, nachdem der Verfassungszusatz am 15. Oktober 1868 zurückgenommen worden war)
- Kentucky (30. März 1976, nachdem der Verfassungszusatz am 8. Januar 1867 zunächst abgelehnt worden war)
- Ohio (13. März 2003, nachdem der Verfassungszusatz am 15. Januar 1868 zurückgenommen worden war)
- New Jersey (23. April 2003, nachdem der Verfassungszusatz am 20. Februar 1868/24. März 1868 zurückgenommen worden war)

## Relevante Gerichtsverfahren
- 1857: Dred Scott v. Sandford
- 1873: Slaughterhouse Cases
- 1880: Strauder v. West Virginia
- 1883: Civil Rights Cases
- 1886: Yick Wo v. Hopkins
- 1896: Plessy v. Ferguson
- 1898: United States v. Wong Kim Ark
- 1905: Lochner v. New York
- 1908: Berea College v. Kentucky
- 1917: Buchanan v. Warley
- 1923: Meyer v. Nebraska
- 1925: Gitlow v. New York
- 1925: Pierce v. Society of Sisters
- 1932: Powell v. Alabama
- 1948: Shelley v. Kraemer
- 1954: Brown v. Board of Education
- 1962: Baker v. Carr
- 1965: Griswold v. Connecticut
- 1966: Sheppard v. Maxwell
- 1967: Loving v. Virginia
- 1970: Goldberg v. Kelly
- 1973: Roe v. Wade
- 1974: Goss v. Lopez
- 2000: Bush v. Gore
- 2003: Lawrence v. Texas
- 2015: Obergefell v. Hodges
- 2022: Dobbs v. Jackson Women’s Health Organization

## Kontroversen
Donald Trump kündigte im Wahlkampf vor der Präsidentschaftswahl in den Vereinigten Staaten 2024 an, er werde, falls er gewinne, den 14. Zusatzartikel dahingehend ändern lassen, dass nicht mehr alle auf dem Territorium der USA geborenen Menschen Anspruch auf die US-Staatsbürgerschaft hätten. Trump versucht, dieses „Birthright“ nach seiner Amtseinführung durch Dekret abzuschaffen. Dagegen wurde Klage erhoben.